# 磯村洋祐
磯村 洋祐（いそむら ようすけ、1994年2月10日 - ）は、日本の俳優。愛知県名古屋市出身。

## 略歴
2009年に行われた「第1回劇団EXILEオーディション」に合格し俳優として活動を開始する。
2013年5月20日、一身上の都合により、4日後から上演する舞台『さよなら西湖クン』の降板を発表。翌日の5月21日、劇団EXILEの退団と所属事務所LDHからの離脱を発表。
2014年10月、ジュネス所属となり、名前の漢字を本名の「洋祐」から「洋介」に変更した。2019年11月に「洋祐」に戻した。

## 人物
- VOAT名古屋校出身[4]。

## 出演

### 舞台
- 劇団EXILE華組旗揚げ公演「ユーバエ8号」（2009年11月） - 信吾・健吾 役
- 劇団EXILE華組第二回公演「六悪党」（2010年4月） - 檜垣晋太郎 役
- 劇団EXILE華組第三回公演「KILL THE BLACK」（2010年6月） - 甘利美空 役
- 劇団EXILE華組×風組合同公演「ろくでなしBLUES」（2010年12月） - 大橋 役
- Lipsynca 〜ヒールをはいたオトコ?!タチ〜（2011年9月）
- SHINOBU's BRAIN IN THE SOUP FULL2「果たし得ていない約束の遂行」（2011年12月）
- 破壊ランナー（2012年3月 - 4月）
- BS-TBS 五月ステージ「赤坂ダンスダンスダンス」（2012年5月19日）
- パルコ・プロデュース「露出狂」（2012年7月 - 8月）
- BANANA FISH（2012年10月 - 11月） - アッシュ・リンクス 役
- 音楽劇 蒼穹のファフナー（2012年12月） - 真壁一騎 役
- 疾風!! 新選組 〜時を駆け抜けた漢たち〜（2015年2月） - 坂本竜馬 役
- ちっちゃな英雄
  - （2015年8月 - 9月、2017年7月 - 9月） - ジェラルド 役
  - （2017年9月 - 12月） - ジョージ 役
- 人猫「このニャかに人猫（じんびょう）がいるニャ」（2015年12月） - 片倉スコじゅうろう 役
- のぶニャがの野望 番外公演「ねこ軍議 〜飼い猫はどいつニャ?〜」（2016年3月）
- 東京カンカンブラザーズ VOL.11「ブギーな月夜」（2016年3月 - 4月）
- WBB vol.10「懲悪バスターズ」（2016年5月）
- D'TOT 6th Act「FRAG 〜新撰組 Symphony of Destruction」（2016年7月）
- 劇団たいしゅう小説家 Present's「LDKミディアム」（2016年11月）
- 劇団たいしゅう小説家15周年記念公演Vo3「スイートホーム」毎日ほっこりしてますか?（2017年3月）
- 朗読劇「最果てリストランテ」（2018年4月）

### 映画
- 悪の教典（2012年） - 有馬透 役
- BLOOD-CLUB DOLLS 2（2020年）
- 感染 -彼女はいま"シャチ"になる-（2020年6月、自主映画、監督：黒沢秋） - 柊 役[5]

### テレビドラマ
- ろくでなしBLUES（2011年7月 - 9月、日本テレビ） - 大橋英和 役
- シュガーレス（2012年10月 - 12月、日本テレビ） - 遠山省吾 役
- ムッシュ!（2013年4月 - 6月、CBC） - 鶏原誠一郎 役

### ミュージックビデオ
- 三代目J Soul Brothers「FIGHTERS」（2011年）